# Majubastraat
De Majubastraat is een straat in de Transvaalbuurt, Amsterdam-Oost.

## Geschiedenis en ligging
De straat kreeg haar naam per raadsbesluit van 21 september 1904. Het werd vernoemd naar de berg Majuba, die haar naam gaf aan de Slag bij Majuba, een oorlogstafereel binnen de Eerste Boerenoorlog; de slag leidde tot een wapenstilstand, die weer leidde tot het eind van die oorlog, dat weer leidde tot de Conventie van Pretoria. Straten en pleinen, als ook de hele buurt, verwijzen naar het prille Zuid-Afrika. Majuba is het Zoeloewoord voor duiventil.
De straat begint in het oosten aan de Smitstraat (vernoemd naar generaal Nicolaas Smit, deelnemend aan die slag) en eindigt op het Krugerplein (vernoemd naar Paul Kruger, latere president). Om die aansluiting te kunnen maken zit er een knik van 45 graden in de straat. De rustige straat is door die knik ongeschikt voor groot vervoer; een autobus kan nauwelijks de bocht maken.

## Gebouwen
Een architect die hier veel ontwierp van W.J. Baartscheer jr., maar deze woningen (huisnummer 4 en 29 tot en met 151) worden qua architectuur niet hoog ingeschat (basisorde). Anders is dat met de hoek met de Smitstraat (Majubastraat 1-7, Smitstraat 32-42, Transvaalstraat 106-112) maar dat is dan ook ontworpen door Hendrik Petrus Berlage. Het blok is blok IV binnen vier blokken woningen die Berlage in 1912 ontwierp aan de Transvaalstraat en het Transvaalplein voor de Algemeene Woningbouwvereeniging. Het complex schuurt tegen de status van een monument aan, maar is dat in vooralsnog niet (orde 1; gegeven 2021). Bijna de gehele gevelwand met even huisnummers bestaat uit bouw uit de jaren negentig van de 20e eeuw.

## Kunst
De oneven zijde is in handen van Stadgenoot en in de 21e eeuw gerenoveerd. Tijdens die renovatie werden toegangen tot bergingen en centrale brievenbussenraam opgefleurd door kunstwerkjes. Deze zogenaamde Majubaramen zijn gebaseerd op verhalen uit de buurt en uiteindelijk opgeleverd door het kunstenaarscollectief MAP (Moving Arts Project). Een van die Majubaramen zit in het glas van een trappenhuis verwerkt. In het trappenhuis 24-36 is van dezelfde kunstenaars een Majubaboom geplaatst. Van een geheel andere orde en stammend uit de tijd dat de woningen werden gebouwd is een tegeltableau van Plateelfabriek De Distel met twee zwemvogels bij huisnummer 153. Het tegeltableau wordt ondersteund door andere tegels uit het tijdperk van de art nouveau. Tegenover dat tegeltableau is hoog aan de gevel het kunstwerk Airhead nr. 2 (2020) van Nouch te zien.

## Afbeeldingen

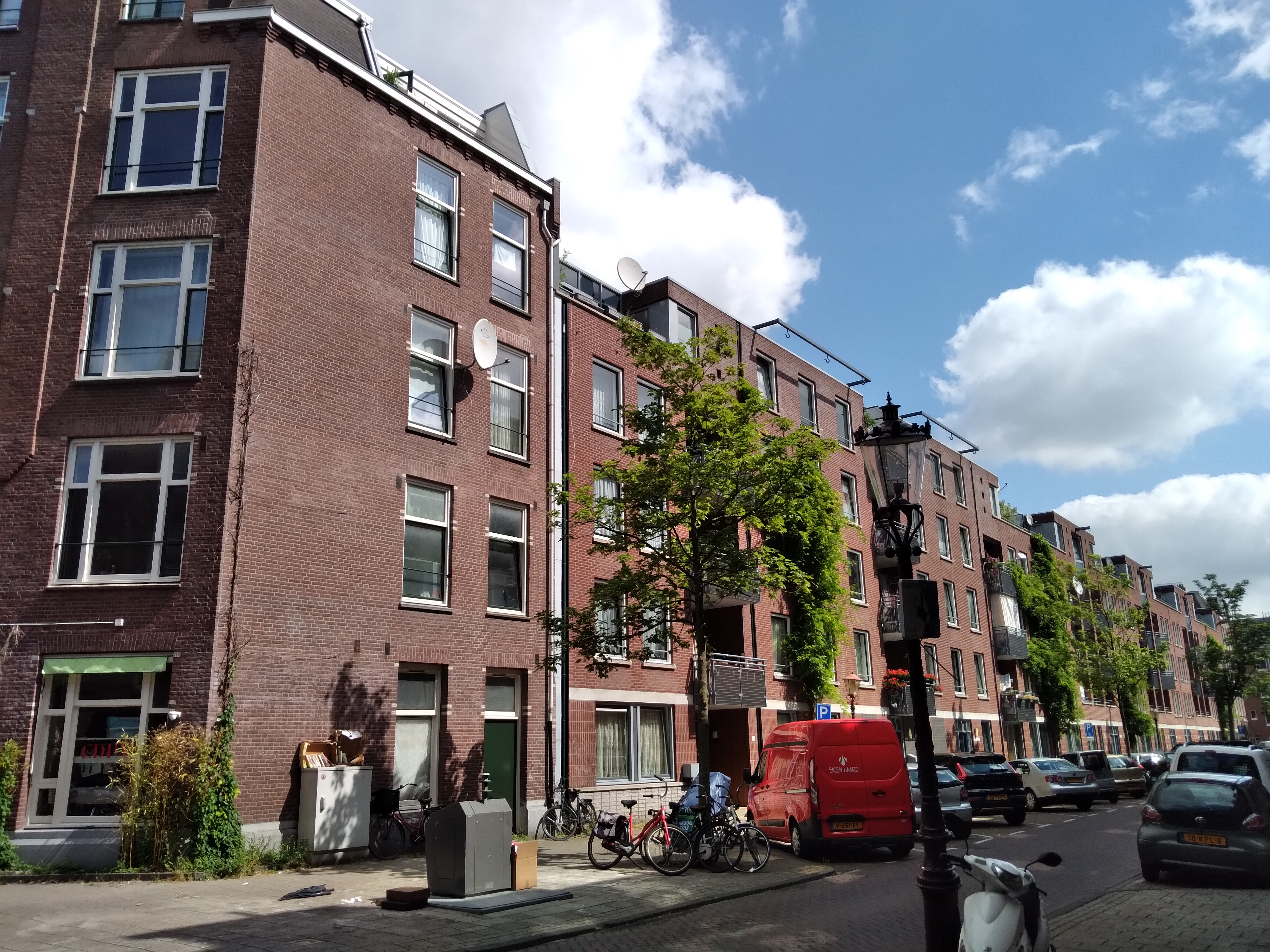
Nieuwbouw uit de jaren 90 (juni 2021)
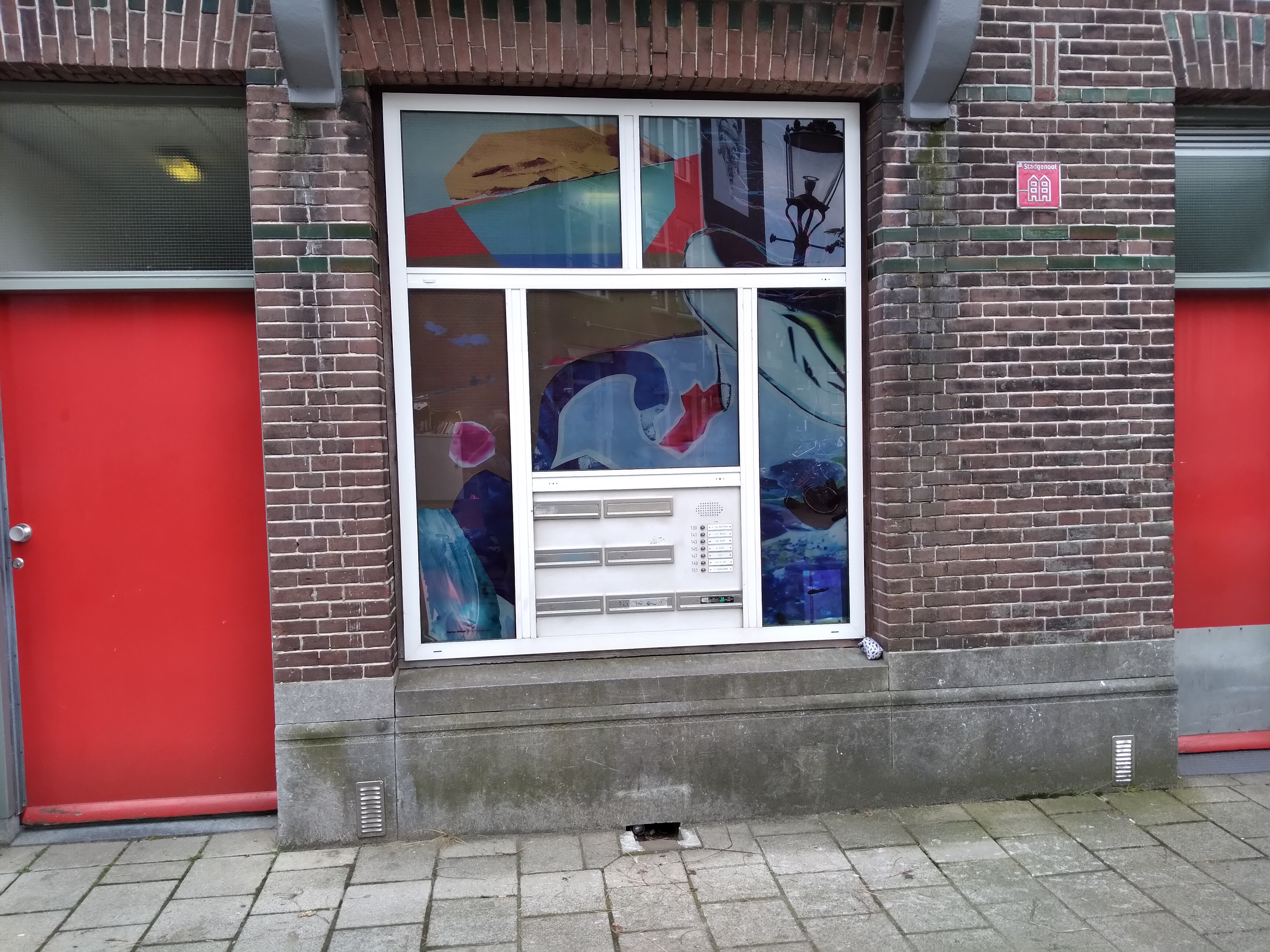
Een van de Majubaramen (juni 2021)
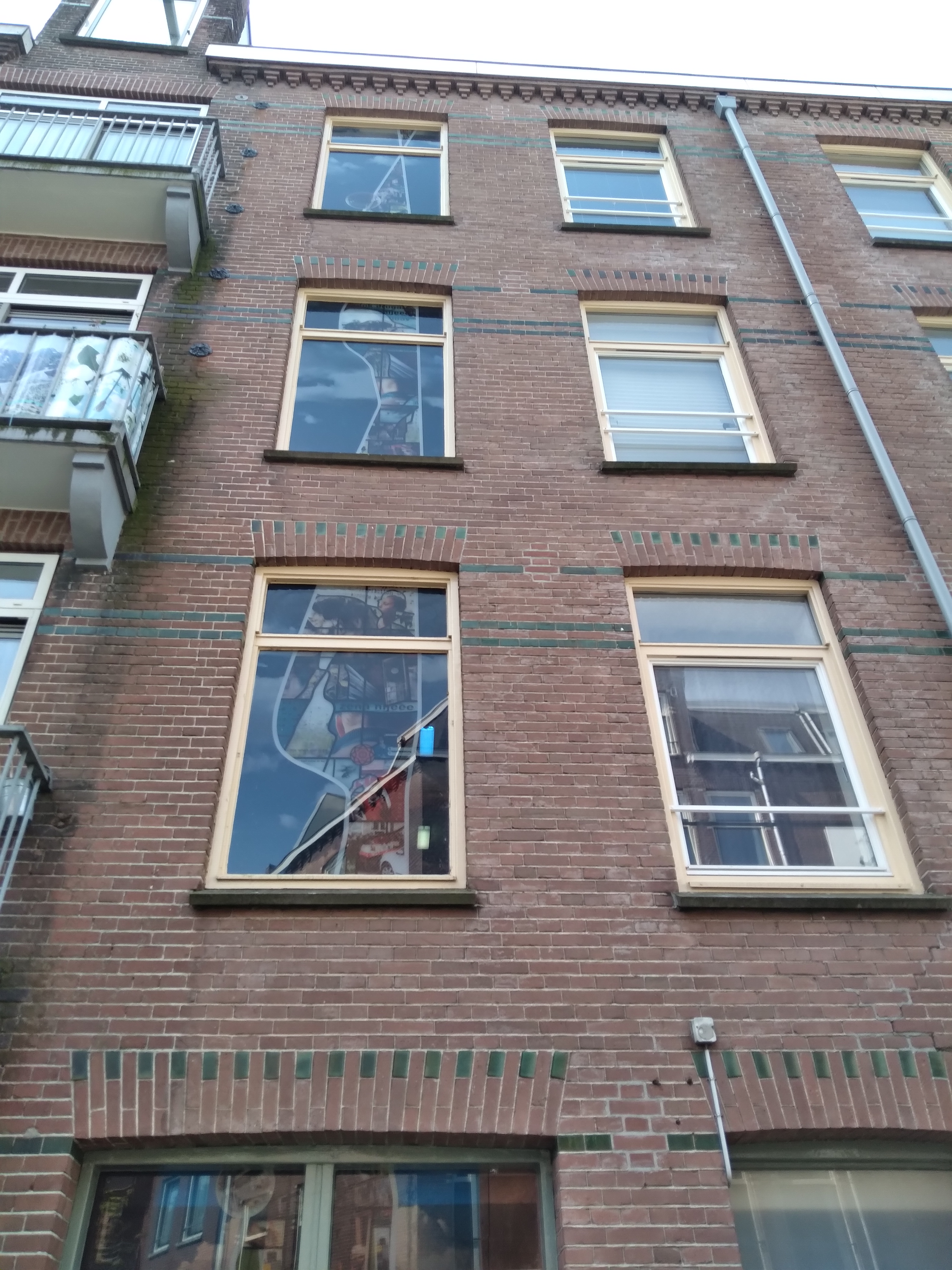
Majubaraam bij trappenhuis (juni 2021)
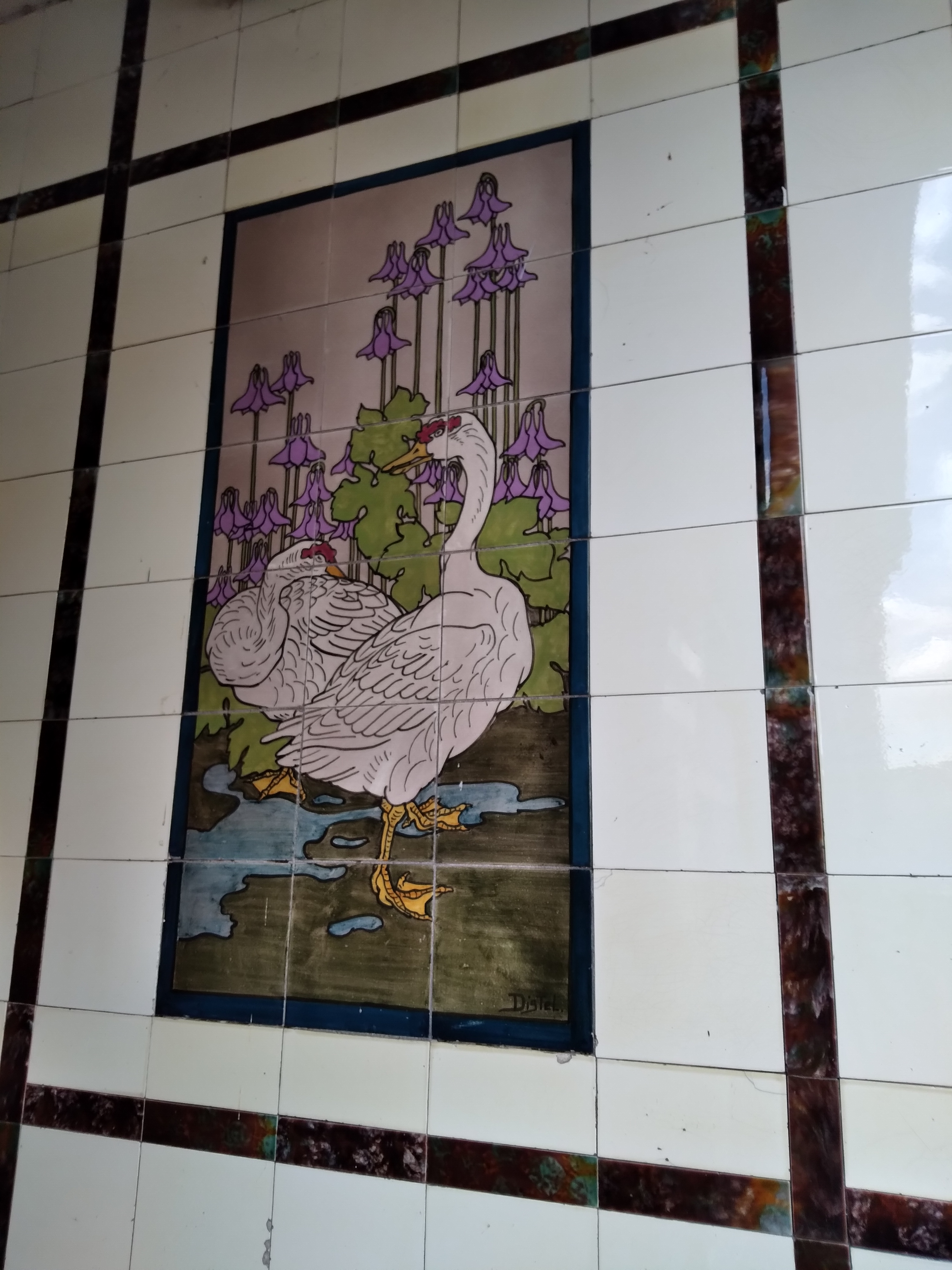
Tegeltableau (mei 2021)